# بهمن تپه سی
بهمن تپه سی مربوط به هزاره ۴ و ۵ قبل از میلاد است و در شهرستان گرمی، بخش مرکزی، دهستان اجارود غربی، روستای آغداش واقع شده و این اثر در تاریخ ۳۰ بهمن ۱۳۸۶ با شمارهٔ ثبت ۲۱۰۵۵ به‌عنوان یکی از آثار ملی ایران به ثبت رسیده است.